# Helene Marie Fossesholm
Helene Marie Fossesholm, född 31 maj 2001 i Vestfossen, är en norsk längdskidåkare. Fossesholm gjorde debut i världscupen den 7 december 2019 i Lillehammer och tog sin första pallplats den 29 november 2020 i Ruka då hon slutade tvåa på 10 km jaktstart.
Fossesholm har fem JVM-medaljer från 2019 och 2020, varav tre guld.

## Resultat

### Världscupen

#### Individuella pallplatser
Fossesholm har två individuella pallplatser i världscupen: två andraplatser.
| Säsong  | Datum            | Plats  | Disciplin           | Placering |
| ------- | ---------------- | ------ | ------------------- | --------- |
| 2020/21 | 29 november 2020 | Ruka   | 10 km jaktstart (F) | 2:a       |
| 2020/21 | 23 januari 2021  | Lahtis | 15 km skiathlon     | 2:a       |

#### Pallplatser i lag
I lag har Fossesholm en pallplats i världscupen: en seger.
| Säsong  | Datum           | Plats  | Disciplin        | Placering | Lagkamrat(er)                 |
| ------- | --------------- | ------ | ---------------- | --------- | ----------------------------- |
| 2020/21 | 24 januari 2021 | Lahtis | 4 x 5 km stafett | 1:a       | T. U. Weng / Johaug / H. Weng |

### Världsmästerskap
| Tävling         | 10 km | Skiathlon | 30 km | Sprint | Stafett | Lagsprint |
| --------------- | ----- | --------- | ----- | ------ | ------- | --------- |
| Oberstdorf 2021 | 8:e   | 6:e       | 25:e  | —      | Guld    | —         |